# Den Zuk (virus máy tính)
Den Zuk là virus máy tính cư trú trong bộ nhớ, boot sector của đĩa mềm loại  360K 5-1/4". Virus có thể nhiễm bất kỳ đĩa mềm nào trong ổ đĩa khi được truy cập, ngay cả đĩa mềm không phải là đĩa boot. Một phiên bản khác của virus, Den Zuk-RPKS được tìm thấy vào tháng 5 năm 1992.
Dòng văn bản sau được tìm thấy trong các chương trình bị nhiễm virus:
```
                  "Welcome to the 
                      C l u b 
                  --The HackerS-- 
                      Hackin' 
                   All The Time 
                   The HackerS"

```